# استیخ بروکس
استیخ بروکس (انگلیسی: Stig Broeckx؛ زادهٔ ۱۰ مهٔ ۱۹۹۰) دوچرخه‌سوار اهل بلژیک است.
از باشگاه‌هایی که در آن بازی کرده‌است می‌توان به تیم لوتو–سودال، و تیم لوتو–سودال، اشاره کرد.